# Décennie 1480 en arts plastiques
Chronologie des arts plastiques
Années 1470 - Années 1480 - Années 1490
Cet article concerne les années 1480 en arts plastiques.

## Événements
- 1480-1520 : age d'or des tapisseries  de Bruxelles. La ville devient le centre européen de la tapisserie, après qu'une réglementation de 1476 stipule que seuls les peintres ont l'autorisation de concevoir les modèles à moins que ce ne soit des verdures, ce qui amène les lissiers à perfectionner leur technique afin que leur art soit le plus fidèle possible au modèle peint[1].
- Vers 1480 ou 1487-1520 : activité du peintre vénitien Niccolò Brancaleone en Éthiopie[2]. Il introduit des figures de l’iconographie religieuse italo-grecque, qui sont assimilées par l’art éthiopien[3].
- Vers 1480 : le peintre Kanō Masanobu fonde l'École Kanō au Japon[4].

- Entre le 16 juillet 1481 et le 3 mai 1483 : Verrocchio obtient la commande de la république de Venise pour réaliser la Statue du Colleone, à la suite d'un concours opposant trois sculpteurs ; les deux autres sont inconnus[5].

- 27 octobre 1481 : plusieurs peintres florentins partent pour Rome décorer les murs de la chapelle Sixtine au Vatican : Botticelli (la Jeunesse de Moïse, la Punition des fils de Corah et la Tentation du Christ), Ghirlandaio (Vocation des apôtres Pierre et André), Cosimo Rosselli (le Passage de la mer Rouge, La Remise des Tables de la Loi, Le Pérugin (la Remise des clefs à saint Pierre ) et son élève Pinturicchio ( le voyage de Moïse vers l'Égypte et le Baptême du Christ)[6]...
- 1481 : après la mort du sculpteur florentin Luca della Robbia, son neveu Andrea della Robbia lui succède dans l’atelier des terres cuites émaillées. Les fils d’Andrea, Giovanni (1469-1529) et Girolamo (1488-1566), collaborent avec lui. Girolamo quitte l’atelier en 1527, s’installe en France où il participe à la décoration du château de Fontainebleau[7].
- 1482 : Léonard de Vinci entre au service de Ludovico Sforza, duc de Milan, qui lui commande la réalisation d'Il Gran Cavallo, une statue équestre qui aurait été la plus grande du monde. Un moulage en argile est réalisé de 1489 à 1492, mais le bronze est utilisé dans les canons et le moulage est détruit lorsque le château du duc tombe aux mains des français en 1499[8].
- 26 février 1483  : l'artiste italien Giovanni Bellini devient le peintre officiel de la république de Venise[9].
- 7 décembre 1483[10] : le sculpteur allemand Tilman Riemenschneider entre à la Guilde de Saint-Luc de Wurtzbourg où il reçoit son titre de maître. Il ouvre un atelier[11].
- 1483 : Baldovinetti est chargé de la restauration des mosaïques de la coupole du baptistère Saint-Jean de Florence[12].

- 1484 : Gérard David s’établit à Bruges où il fonde une école de miniaturistes[13].

## Réalisations
- 1478-1479 ou 1481-1485 : Portrait du Doge Giovanni Mocenigo, de Gentile Bellini[14].
- 25 novembre 1480 : Gentile Bellini signe le Portrait de Mehmed II[14].
- 1480 :
  - le peintre japonais Geiami peint un paysage avec cascade[15].
  - Domenico Ghirlandaio, Saint Jérôme dans son étude, exposée dans l'église Ognissanti de Florence[16].
  - Sibylle Sambetha, ou Portrait d'une jeune femme, de Hans Memling[17].
  - Avènement et Triomphe du Christ ou Les sept Joies de la Vierge, peinture de Hans Memling[18].
  - L’Extase de saint François, tableau de Giovanni Bellini[19].
- 1480-1481 : La Madone du livre, tempera sur bois et La Madone du Magnificat, peinture en tondo, de Botticelli[20].
- Vers 1480 : 
  - fresque de l'église suédoise de Härkeberga par Albertus Pictor[21].
  - Saint Augustin dans son cabinet de travail, fresque de Sandro Botticelli dans l'église Ognissanti de Florence[20].
  - Portrait d'un vieillard et d'un jeune garçon de Domenico Ghirlandaio[22].
  - Adoration des bergers[23] et La Mort de la Vierge, peintures à l'huile de Hugo Van der Goes[24].

- Vers 1480-1484 : La Cité idéale ou  « panneau d'Urbino », paysage urbain attribuée à Fra Carnevale[25] ou Francesco di Giorgio Martini.

- Vers 1480-1485 : Portrait d'un jeune homme tenant un médaillon[26] et Portrait de jeune femme, de Sandro Botticelli, réprésentation présumée de Simonetta Vespucci[27].
- Vers 1480-1490 : Andrea Mantegna peint Lamentation sur le Christ mort [28].

- Mars 1481 : à Florence, Léonard de Vinci reçoit la commande des moines du couvent de San Donato a Scopeto de L'Adoration des mages, tableau qui reste inachevé[8].
- 1481 : L'Annonciation de San Martino alla Scala, fresque de Sandro Botticelli[20].

- 1481-1482 :
  - Matteo di Giovanni dessine Le Massacre des Innocents, partie du pavement intérieur du Duomo de Sienne[29].
  - L'Adoration des mages de Washington, peinture de Sandro Botticelli[30].
- 1482-1483 : Giovanni di Stefano dessine des marqueteries de marbre Ermete Trismegisto et des sibylles Cumana, Cumea et Delfica, partie du pavement intérieur du Duomo de Sienne[31].
- Vers 1482 : Pallas et le Centaure, peinture de Sandro Botticelli[20].
- 1482-1485 :  Portrait de jeune homme, de Sandro Botticelli[32].
- 21 juin 1483 : Le Christ et saint Thomas, sculpture en bronze d'Andrea del Verrocchio est installée dans un tabernacle sur les murs extérieurs de l'Église d'Orsanmichele à Florence[5].
- 1483 : Botticelli peint les quatre panneaux de L'Histoire de Nastagio degli Onesti pour Laurent le Magnifique[33].
- Vers 1483 : Vénus et Mars[20], Portrait de jeune homme, tableaux de Sandro Botticelli.
- 1483-1486 :
  - première version de la Vierge aux rochers de Léonard de Vinci[8].
  - Domenico Ghirlandaio peint les Scènes de la vie de saint François et le retable de l'Adoration des bergers (1485) dans la chapelle Sassetti de Santa Trinità à Florence[34].
- 1483-1488 : Verrocchio réalise la statue du Colleone[5].

- 1484 :
  - Autoportrait à l'âge de treize ans, dessin d'Albrecht Dürer, sa plus ancienne œuvre conservée[35].
  - Triptyque Moreel, de Hans Memling[36].

- 1484-1485 : Filippino Lippi achève les fresques évoquant l’histoire de saint Pierre dans la chapelle Brancacci al Carmine à Florence, commencées, par Masaccio[37].La Naissance de Vénus, de Botticelli

La Naissance de Vénus, de Botticelli

- Vers 1484-1486 : le peintre florentin Sandro Botticelli peint La Naissance de Vénus[33].

- Vers 1485 : 
  - Bethsabée au bain, tableau de Hans Memling[38].
  - La Madone Bardi ou Madone à l’Enfant entre deux saints[39].
  - Portrait de musicien (Atalante Migliorotti), de Léonard de Vinci[40].
  - Heinrich Lützelmann (peut-être le Maître des Études de draperies peint La Passion du Christ, série de dix peintures pour l'église Sainte-Madeleine de Strasbourg[41].
- Vers 1485-1488 : Le Jugement de Pâris, de Sandro Botticelli[32].
- Vers 1485-1490 :
  - Portrait de Simonetta Vespucci, de Piero di Cosimo[42].
  - L'Annonciation de Sandro Botticelli[43].

- 1485-1486 :  Jean Colombe achève Les Très Riches Heures du duc de Berry, un livre d'heures enluminé commencé par les frères Limbourg en 1411-1416[44].

- 1486 :
  - L'Annonciation d'Ascoli, de Carlo Crivelli[45].
  - L’Apparition de la Vierge à Saint Bernard retable de Filippino Lippi exposée dans l'église de la Badia Fiorentina à Florence[46].
- Vers 1486-1490 :Scènes de la vie de la Vierge et de saint Jean-Baptiste, fresques de Domenico Ghirlandaio dans la chapelle Tornabuoni de Santa Maria Novella à Florence[47].
- 1486-1492 : série de toiles sur Les Triomphes de César d’Andrea Mantegna[48].

- 21 avril 1487  : Filippino Lippi reçoit la commande de la décoration des murs de la chapelle de Filippo Strozzi à Santa Maria Novella à Florence. Le travail, interrompu en 1488, reprend en 1502[49].
- 1487 : Diptyque de la Vierge à l'Enfant avec Maarten van Nieuwenhove, de Hans Memling[50].
- Vers 1487 :
  - Vierge à la grenade[51] et Retable de San Barnaba[52], peintures de Sandro Botticelli.
  - L'Étude de proportions du corps humain selon Vitruve , dessin de Léonard de Vinci[53],[54].
- 1487-1489 : Le Tourment de saint Antoine, peinture attribuée à Michel-Ange[55].
- Vers 1487-1488 : Conversation sacrée, toile de Cima da Conegliano[56].
- Vers 1487-1489 : Bellini peint le Retable de San Giobbe[57].

- 26 mai 1488-14 septembre 1488 : construction du monastère de Voroneţ en Roumanie[58]. Il comprend une fresque du Jugement dernier, connue parfois comme la « chapelle Sixtine » de l'est[59]. On y voit le paradis à gauche avec l'arbre de la vie, les enfers à droite avec le feu des enfers, le Christ en haut avec son allure contemplative et les signes du zodiaque d'un côté et de l'autre du Christ.

- 1488 : Portrait de Lorenzo di Credi, du Pérugin[60].
- 1488-1489 : le peintre persan Behzad signe les miniatures d'un exemplaire manuscrit du Bustan (« Verger ») de Saadi, produit pour la bibliothèque de Hosseyn Bāyqara[61].
- 1488-1490 : La Dame à l'hermine, portrait de Cecilia Gallerani par Léonard de Vinci[62].
- 1488-1493 : Filippino Lippi peint les fresques de la chapelle Carafa de Santa Maria sopra Minerva à Rome[63] (Annonciation, Assomption, Triomphe de saint Thomas...)

- 1er mai 1489 : Cima da Conegliano signe la Vierge à l'enfant entre saint Jérôme et saint Jacques, toile destinée à l'église San Bartolomeo de Vicence[64].
- 1489 : 
  - Saint Georges terrassant le dragon, statue équestre de l’église Saint-Nicolas de Stockholm, commémorant la bataille de Brunkerberge de 1471, réalisée par le sculpteur hanséatique Bernt Notke[65].
  - Hans Memling réalise le Retable de Santa María la Real de Nájera, peinture[66], et décore la Châsse de sainte Ursule[18].
- Vers 1489 : Diptyque de Jan du Cellier, de Hans Memling[67].
- 14 mai 1489 : Botticelli reçoit la commande de L'Annonciation du Cestello[68].
- 1489-1491 : le Jugement Dernier de l’église Saint-Étienne de Brisach, fresque de Martin Schongauer[69].

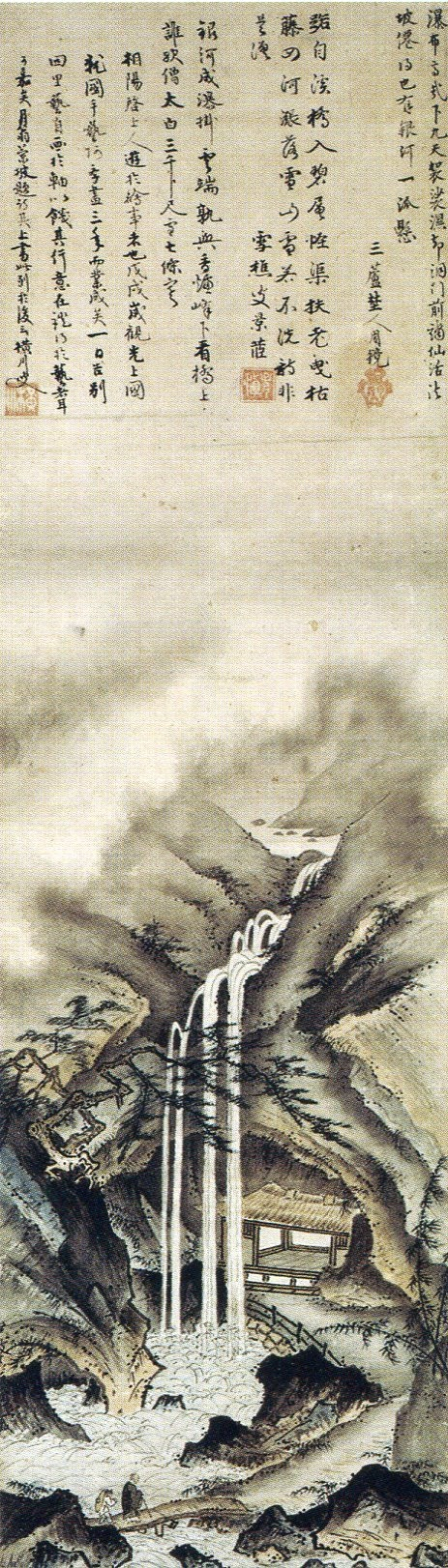
Paysage avec cascade, Shingei Geiami.
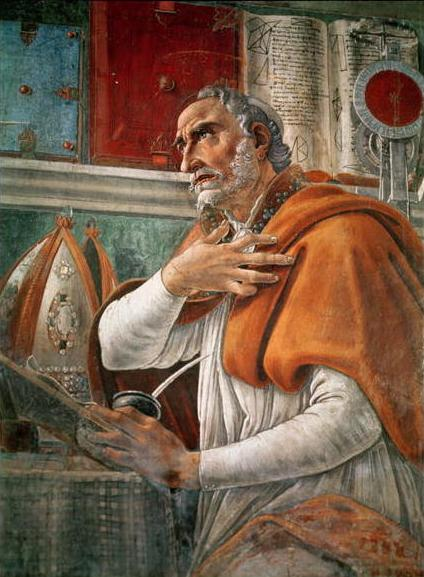
Saint Augustin, Sandro Botticelli.
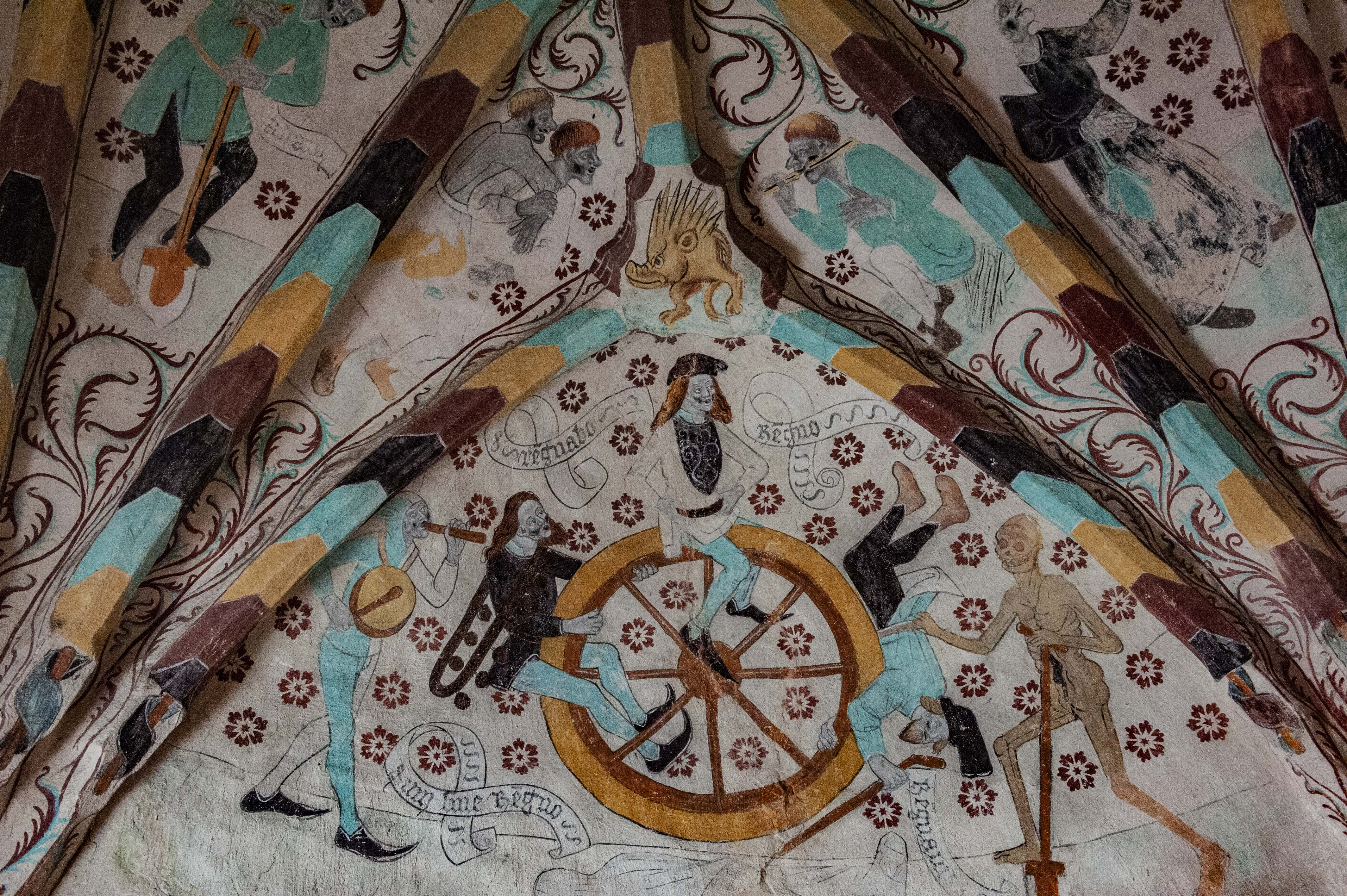
fresque de Härkeberga par Albertus Pictor.
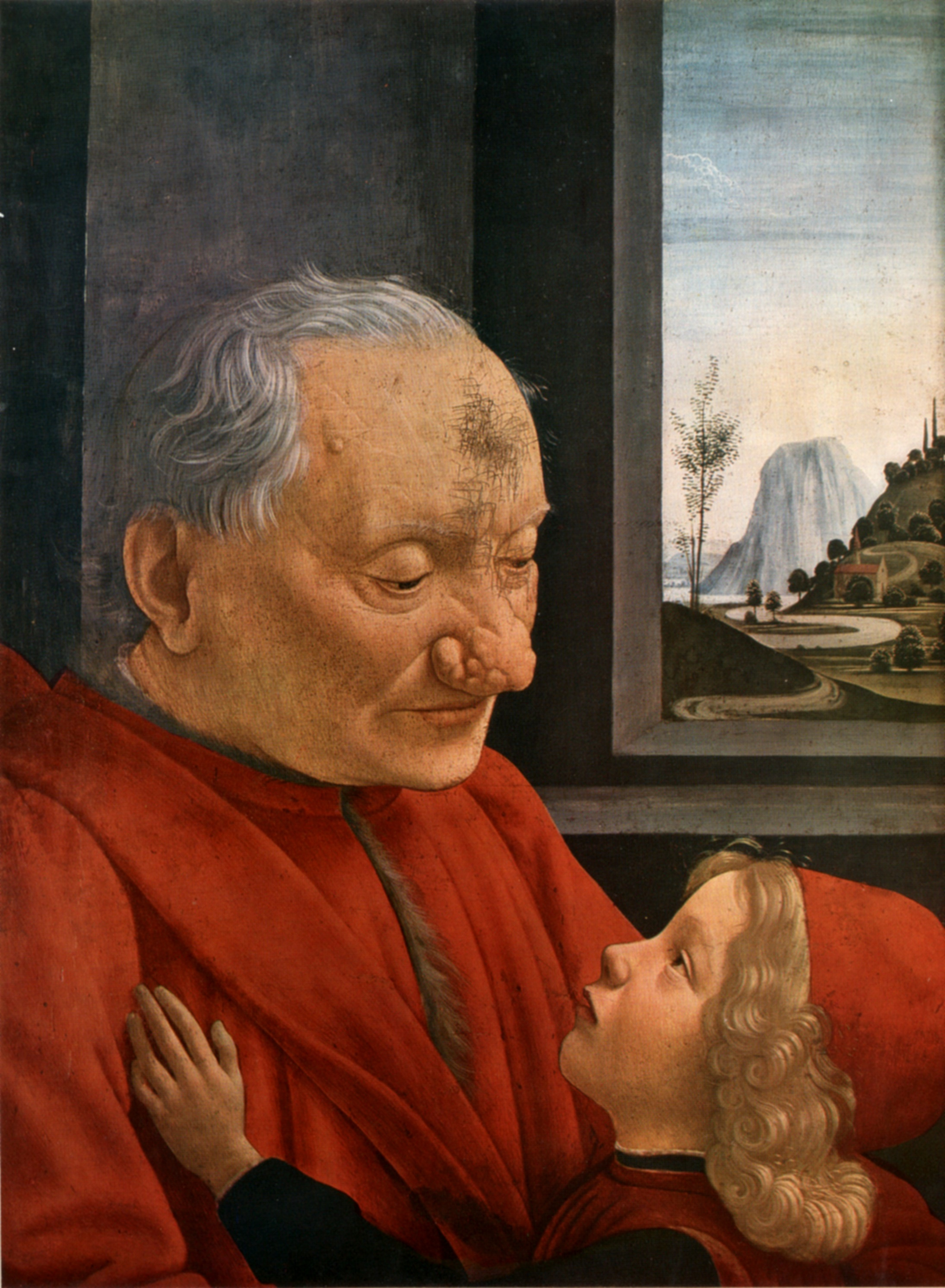
Vieillard avec un enfant, Domenico Ghirlandaio.
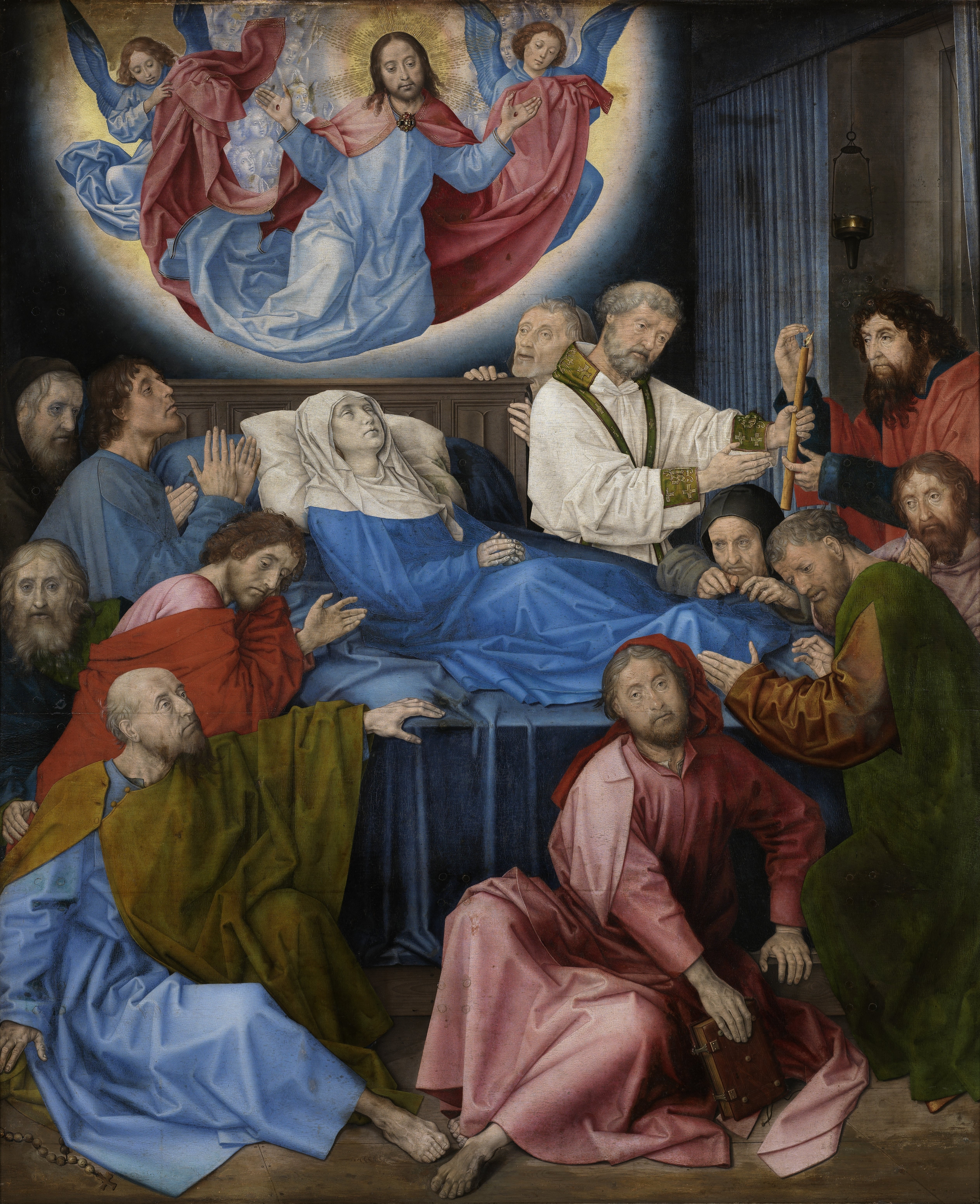
La Mort de la Vierge, Hugo Van der Goes.
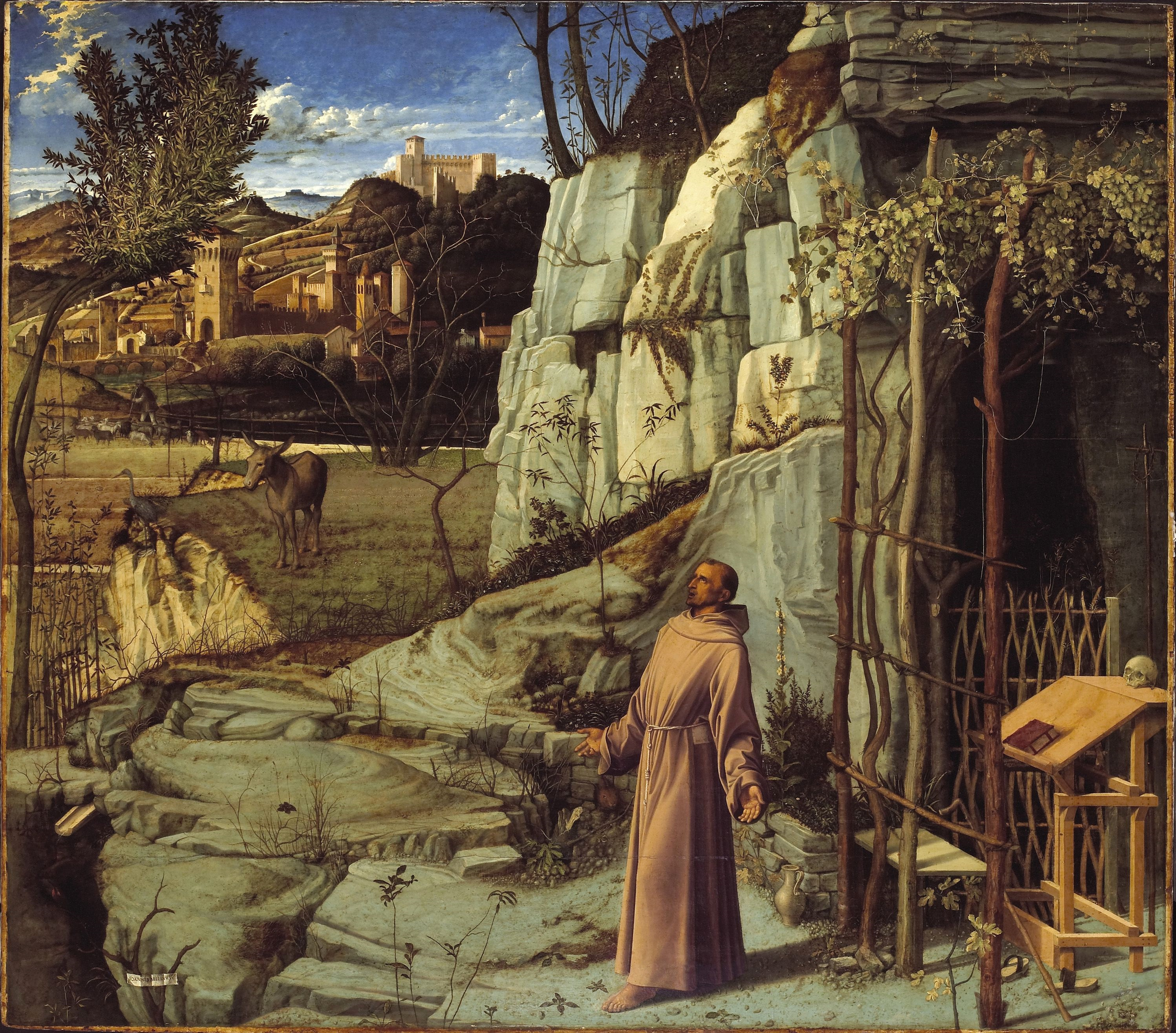
L’Extase de saint François, Giovanni Bellini.
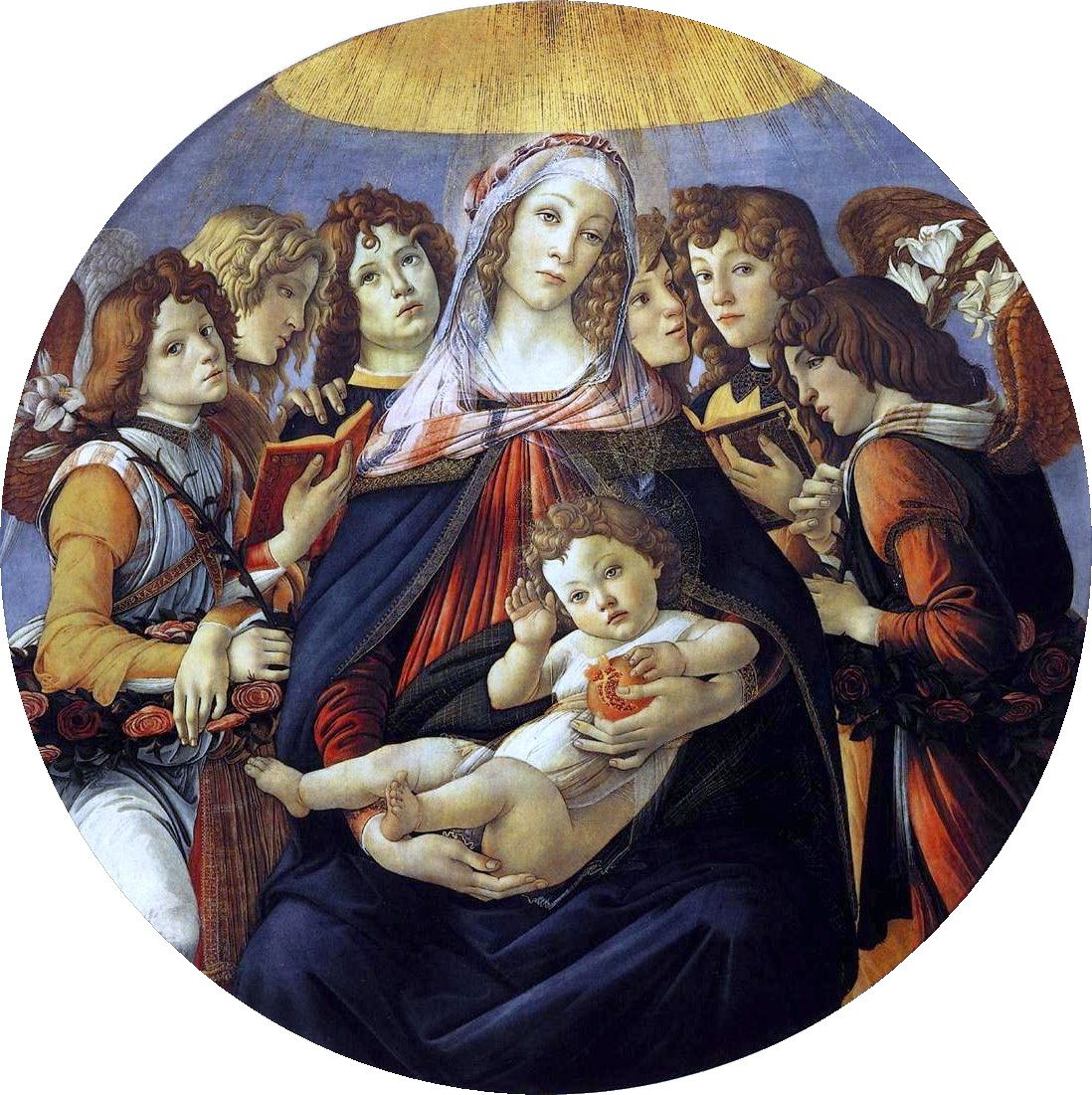
Vierge à la grenade, Sandro Botticelli.
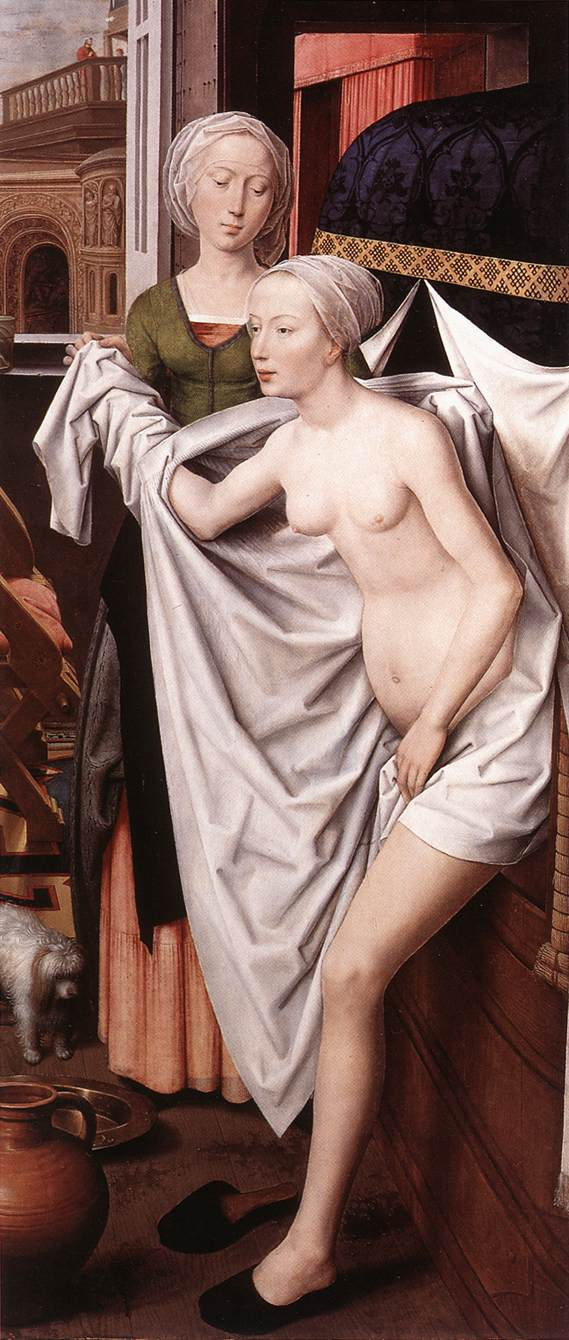
Bethsabée au bain, Hans Memling.
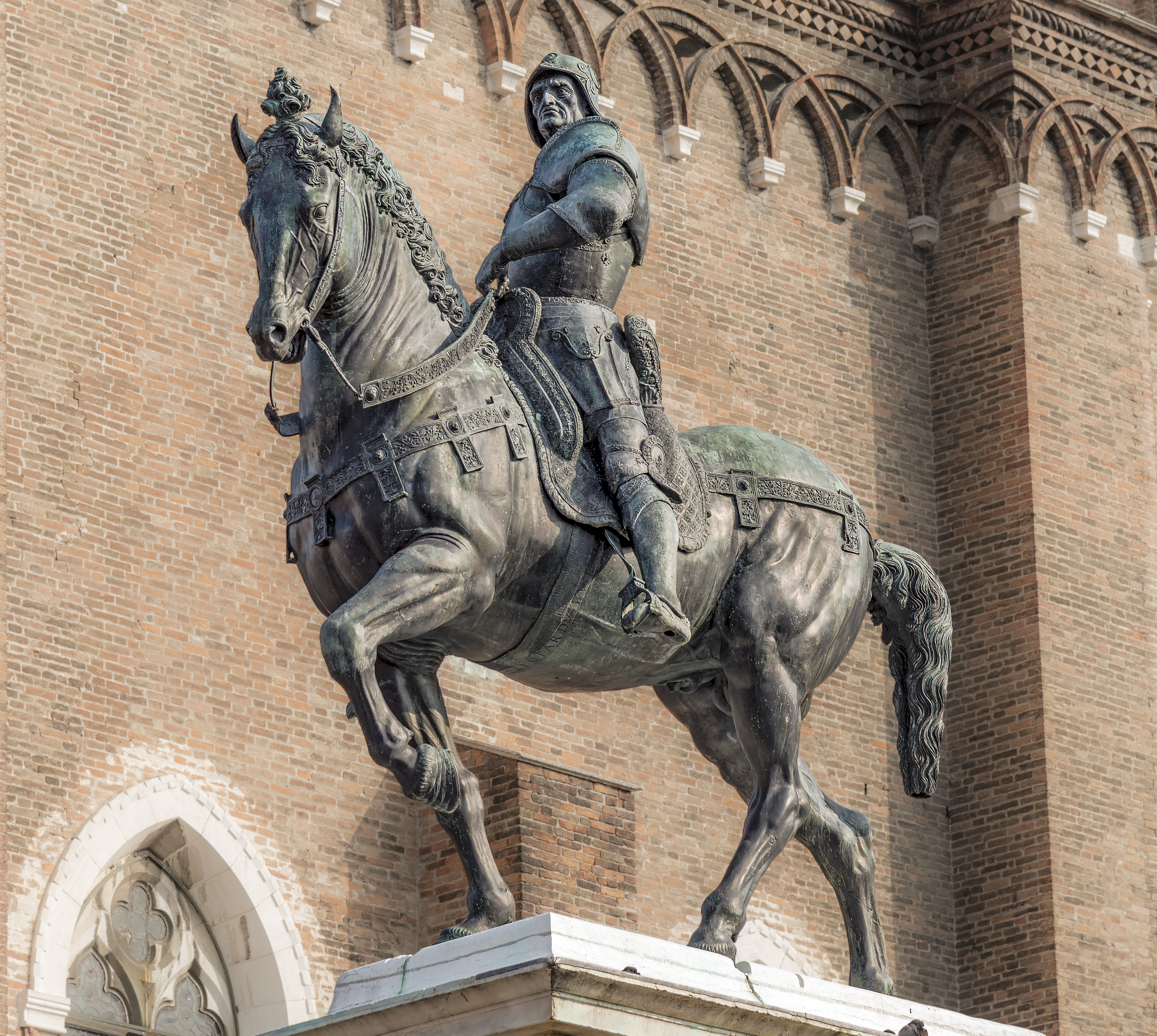
Monument à Bartolomeo Colleoni, Verrocchio.
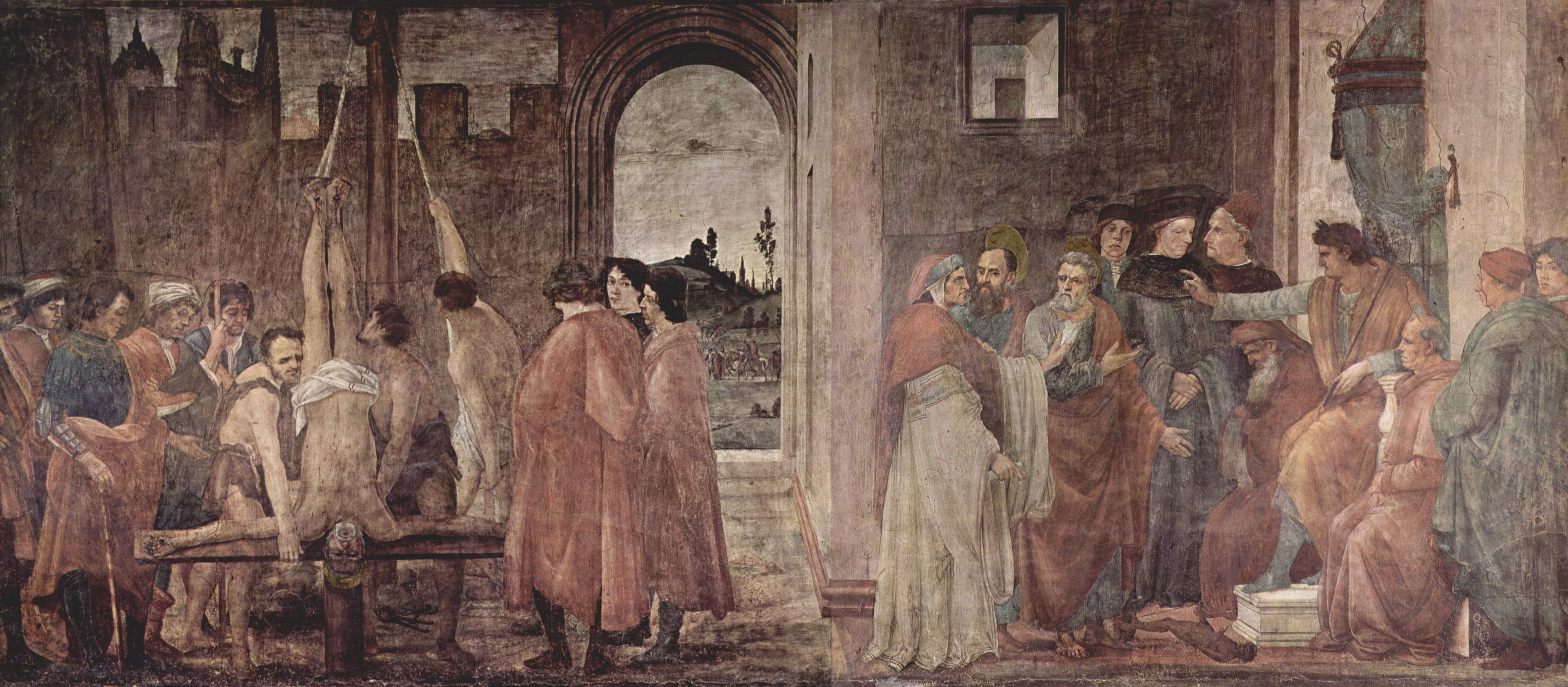
La crucifixion de Pierre et la dispute avec Simon le Mage, fresque de la chapelle Brancacci, Filippino Lippi.
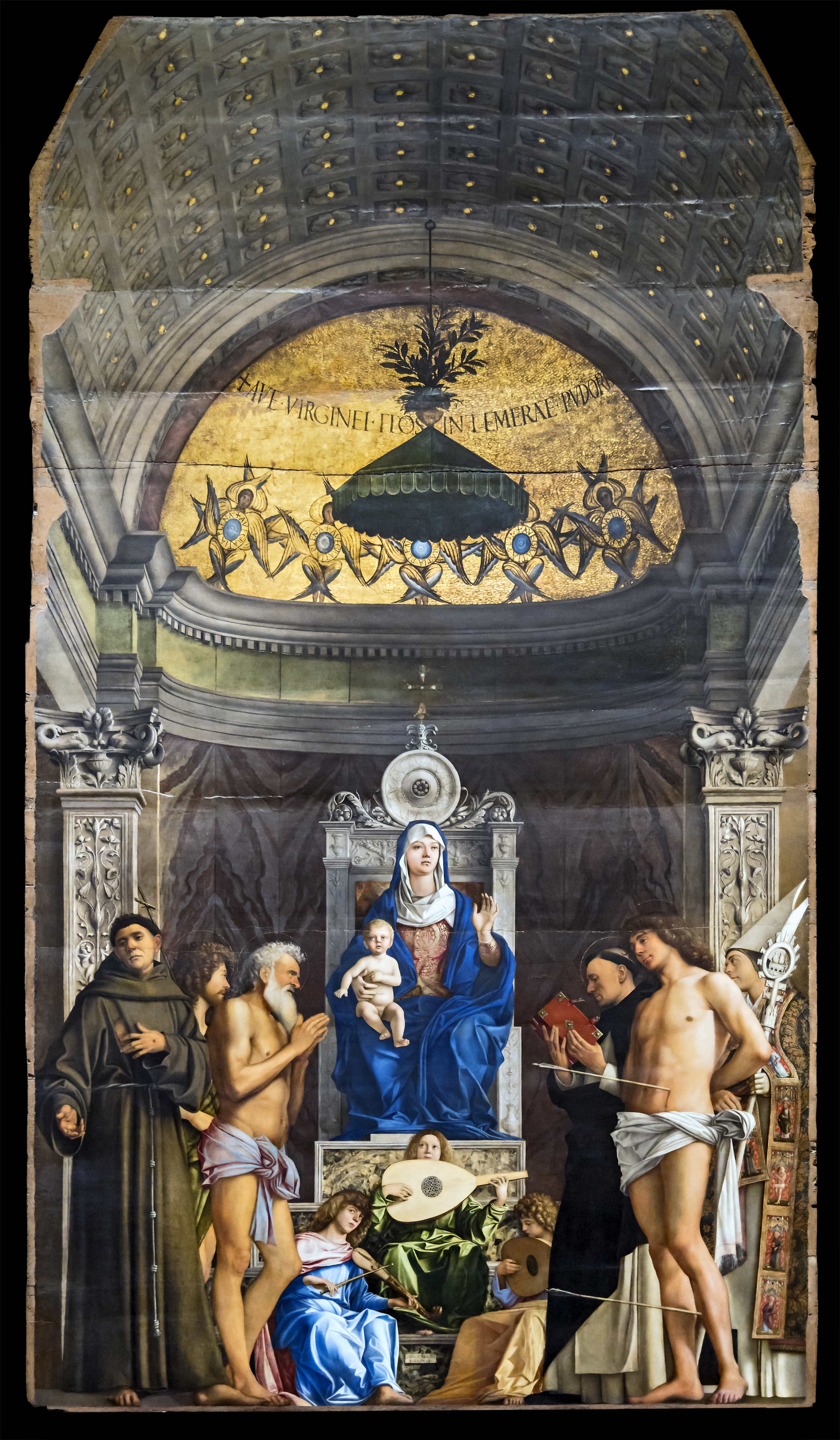
Retable de San Giobbe, Bellini.
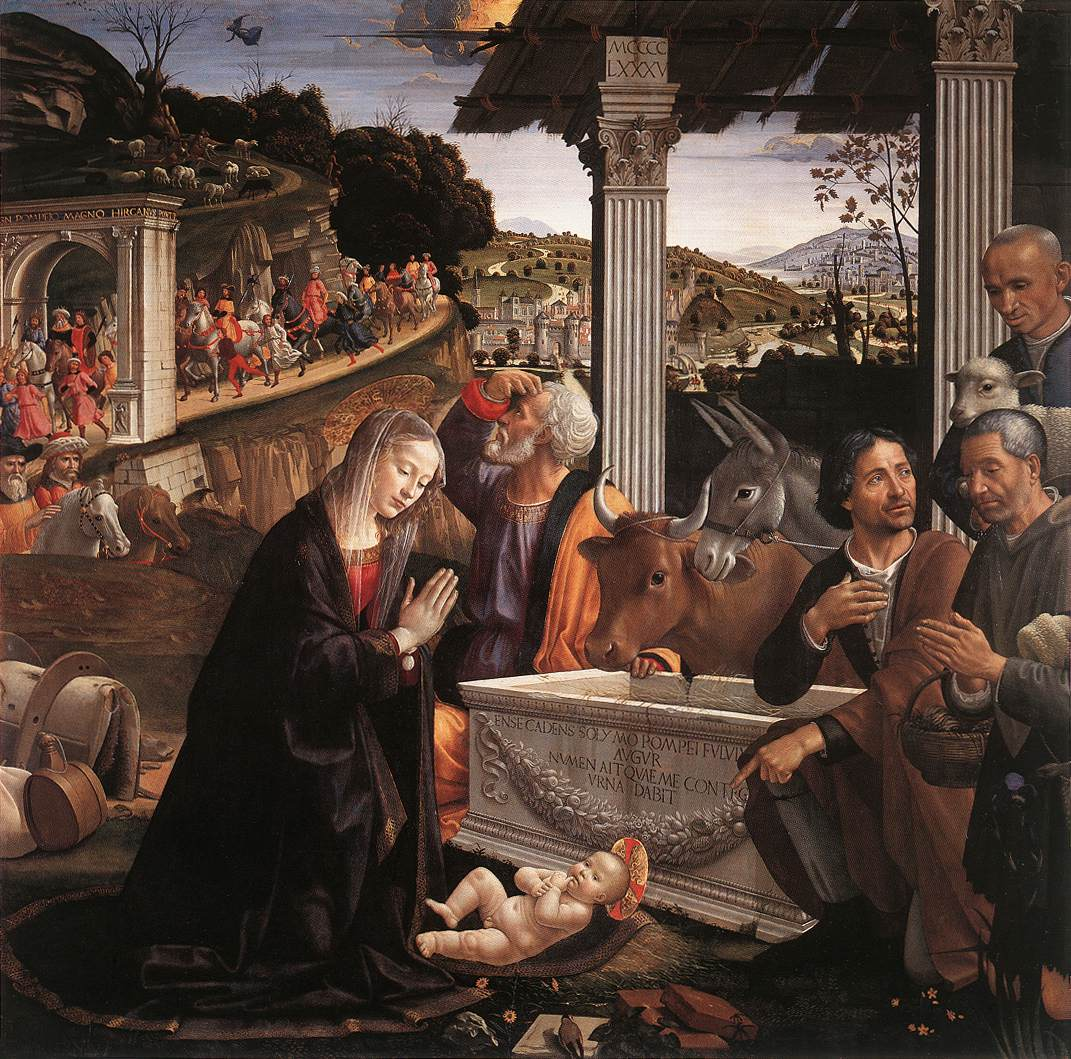
l’Adoration des Bergers de Domenico Ghirlandaio, Chapelle Sassetti, Santa Trinità.
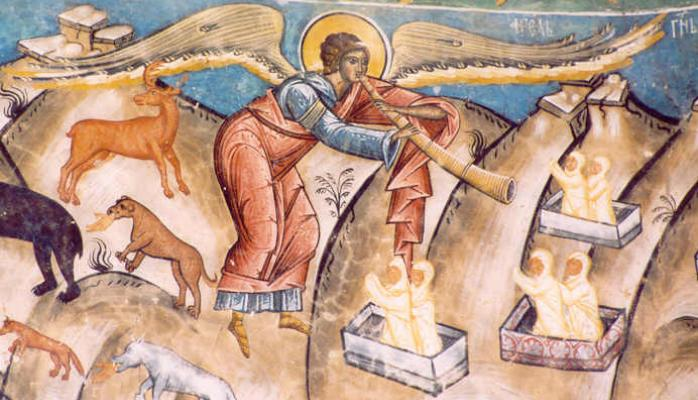
Fresque du Voroneţ.
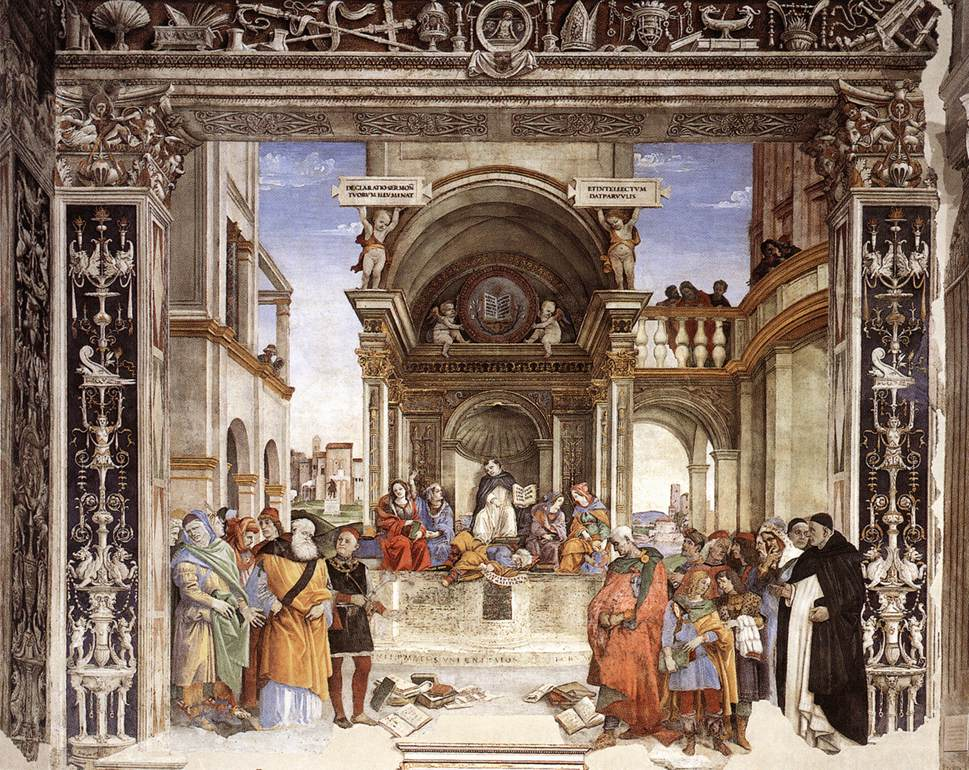
Triomphe de saint Thomas de Filippino Lippi, Santa Maria sopra Minerva.
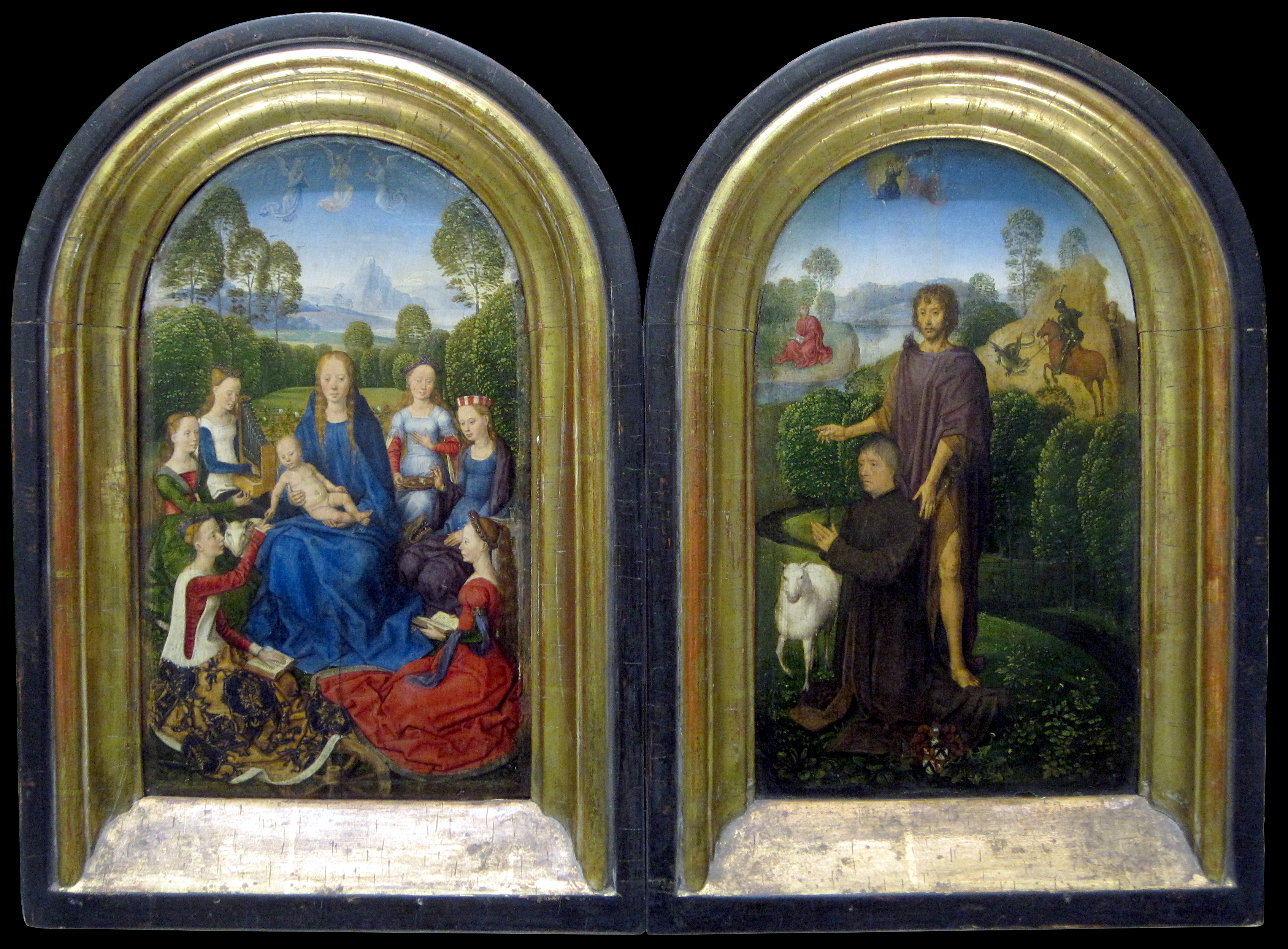
Diptyque de Jan du Cellier, de Hans Memling
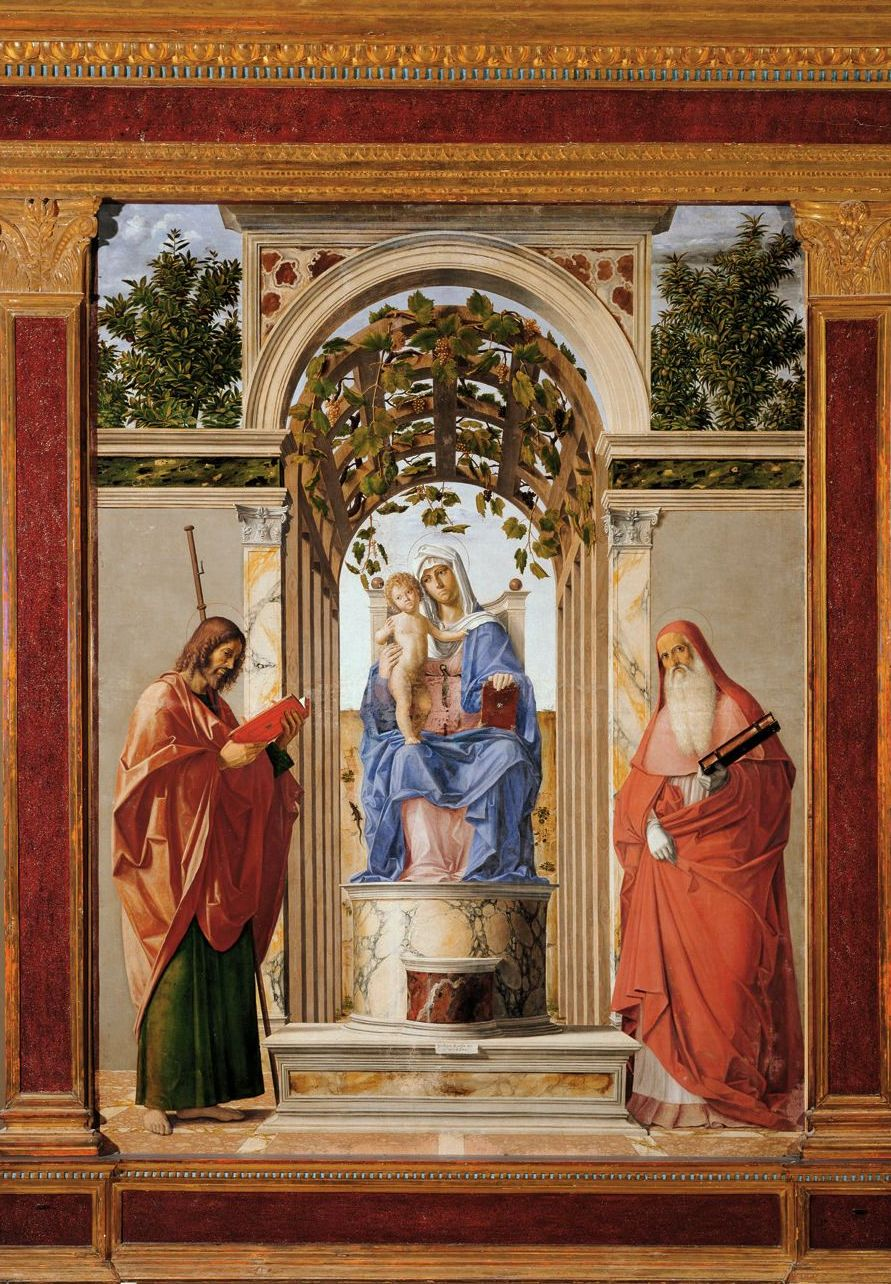
Vierge à l'enfant entre saint Jérôme et saint Jacques, Cima da Conegliano

## Naissances
- vers 1480 :
  - Hans Leinberger, sculpteur allemand, actif en Bavière († en ou peu après 1531),
  - Marcantonio Raimondi, orfèvre et graveur italien († 1534),
  - Dirk Vellert, graveur et vitrailliste flamand († 1547),
- 1482 : Raphaël, peintre italien,
- 1484 ou 1485 : Hans Baldung, graveur, dessinateur, peinture et vitrailliste allemand († septembre 1545),
- vers 1485 : Hieronymus Andreae, graveur, imprimeur et typographe allemand († 7 ou 8 mai 1556),
- 1486 : Andrea del Sarto, peintre italien,
- 1488 : Albrecht Altdorfer, peintre allemand.

- fl. : Francisco Doménech, dominicain et graveur actif entre 1460-1494, mais principalement dans les années 1480, auteur de deux des premières gravures sur cuivre espagnoles.

## Décès
- 1487 : Baccio Baldini, graveur italien (° 1436).
- 7 octobre 1488 : Andrea del Verrocchio, sculpteur, peintre et orfèvre florentin.